# Paul-Hippolyte de Beauvilliers, duc de Saint-Aignan
Paul-Hippolyte de Beauvilliers (auch: Saint-Aignan genannt; * 25. November 1684 in Paris; † 22. Januar 1776 ebenda) aus dem Haus Beauvilliers war ein französischer Hochadeliger, General, Diplomat und Homme de lettres.
Er war Duc de Saint-Aignan, Pair de France, Comte de Montrésor, Baron de la Ferté-Hubert, de la Salle-lez-Cléry et de Chémery, Mitglied der Académie française und der Académie des Inscriptions et Belles-Lettres.

## Leben und Werk

### Herkunft und Ausbildung
Paul-Hippolyte de Beauvilliers war das 14. Kind und der jüngste Sohn von François Honorat de Beauvilliers († 16. Juni 1687), Mitglied der Académie française; seine Mutter war Henriette Louise Colbert († 19. September 1733, 76 Jahre und 9 Monate alt), Tochter von Jean-Baptiste Colbert und Marie Charron de Ménars. Sein Halbbruder war der 36 Jahre ältere Paul de Beauvilliers, 2. Duc de Saint-Aignan, genannt Duc de Beauvilliers (1648–1714), sein zwei Jahre älterer Bruder war François Honorat Antoine de Beauvilliers (1682–1751), der 1721 Bischof von Beauvais und 1728 Abt von Saint-Victor de Marseille wurde. Da sein Halbbruder Paul Erzieher des Duc de Bourgogne (1682–1712) war, wuchs er nach dem frühen Verlust des Vaters mit dem Bourbonenprinzen auf und hatte François Fénelon zum Lehrer, nachdem er zunächst dazu bestimmt war, Ritter des Malteserordens zu werden, in den er im Alter von zwei Jahren unter dem Namen Chevalier de Beauvilliers aufgenommen worden war.

### Spanischer Erbfolgekrieg
Ab 1702, kurz nach dem Beginn des Spanischen Erbfolgekriegs, war er bei den Musketieren und war bei der Niederlage der Niederländer in Nimwegen im Juli im Feld. 1703 bis 1705 hingegen war er als Ordensritter von Malta aus im Seekrieg gegen die Türken im Einsatz. Er war auf Malta und im Begriff, seine Ordensgelübde abzulegen, als sein Bruder Paul im November bzw. Dezember 1705 die letzten beiden seiner vier Söhne verlor und ihn daraufhin nach Paris zurückrief.
Er wurde nun Aide de camp von Marschall Ferdinand de Marsin, erhielt bereits am 7. Juli 1706 eine Kompanie im Régiment de Vaudrey cavalerie und wurde am 19. Dezember 1706 Inhaber und Mestre de camp dieses Regiments, das sein Bruder für ihn kaufte, und das nun in Régiment de Saint-Aignan cavalerie umbenannt wurde. Durch den Rücktritt seines Bruders wurde er am 2. Dezember 1706 Duc de Saint-Aignan und Pair de France.
Mit seinem Regiment absolvierte er den Feldzug von 1707 in der Flandernarmee, kämpfte am 11. Juli 1708 in der Schlacht bei Oudenaarde, geriet in Gefangenschaft und wurde später ausgetauscht. Am 11. September 1709 wurde er in der Schlacht bei Malplaquet schwer verwundet.
Am 22. Januar 1711 wurde er nach seinem Eid als Herzog und Pair in das Parlement aufgenommen. Am 3. März des Jahres wurde er zum Premier gentilhomme de la Chambre du duc de Berry ernannt. Ab 1712 diente er unter Marschall Villars wieder in der Flandernarmee, kämpfte in der Schlacht bei Denain (24. Juli 1712) und nahm dann teil an den Belagerungen von Douai, Le Quesnoy, Bouchain teil, 1713 an der Belagerung von Landau, dem Sieg über den kaiserlichen General Vaubonne im Rahmen der Belagerung und Einnahme von Freiburg im Jahr 1713.
Das Ende des Erbfolgekriegs im Jahr 1714 war auch das Ende der Militärkarriere des Duc de Saint-Aignan. Am 1. Juli 1717 wurde er zum Brigadier des Armées du Roi befördert, am 25. September 1717 übernahm Jacques Louis de Rouvroy, der älteste Sohn des Memorialisten Louis de Rouvroy, Duc de Saint-Simon, sein Regiment, das am gleichen Tag in Régiment de Saint-Simon cavalerie umbenannt wurde.

### Diplomat in Madrid und Rom
Am 28. Mai 1714 wurde er zum Gouverneur von Loches und Beaulieu en survivance seines Bruders ernannt. Anschließend bekam er den Auftrag, Elisabetta Farnese, die neuen Königin von Spanien, bei ihrer Durchreise durch Frankreich und nach Spanien zu begleiten: im November reiste er von Paris ab, um die Prinzessin in Pau zu erwarten, und begleitete sie nach Madrid. Am 1. April 1715 wurde er zum außerordentlichen Botschafter am spanischen Hof ernannt, wo seine Position in den Verhandlungen mit Giulio Alberoni (der als Geschäftsträger der Francesco Farneses, des Herzogs von Parma, in Madrid die Ehe eingefädelt hatte und ab 1717 im Einverständnis mit der Königin unumschränkt regierte) und Philipp V. so schwierig wurde, erst recht, als er am 20. Juli 1718 zum Ministre plénipotentiaire ernannt wurde, um mit Verhandlungsvollmacht die Streitigkeiten zwischen dem Kaiser und dem König von Spanien zu schlichten. Als er den spanischen Ministern unbequem geworden war, erhielt er am 12. Dezember er den Befehl, Madrid innerhalb von 24 Stunden und die spanischen Staaten innerhalb von zwölf Tagen zu verlassen. Da es 22 Uhr war, als ihm dieser Befehl mitgeteilt wurde, bat er um Zeit bis zum nächsten Tag, um seine häuslichen Angelegenheiten in Ordnung zu bringen, mit der Versicherung, er werde innerhalb von 24 Stunden die Stadt verlassen, wurde aber bereits am nächsten Morgen um 7 Uhr von einer Abteilung der Leibgarde in seinem Hotel abgeholt und aus der Stadt hinaus geführt.
Nach seiner Rückkehr nach Paris in der Nacht von 5. auf den 6. Januar 1719 trat er am 22. Januar 1719 in den Regentschaftsrat des Herzogs von Orléans ein. Im April erhielt er die Erlaubnis, von Louis de Rochechouart, Duc de Mortemart das Amt des Generalgouverneurs von Le Havre zu kaufen, am 22. September 1719 wurde ihm das Amt übertragen, den zugehörigen Eid leistete er am 23. September.
1722 wurde er aus dem Conseil entlassen. Am 10. Oktober 1723 wurde er zum Bailli d’épée des Caux ernannt. Am 2. Februar 1724 wurde er zum Ritter im Orden vom Heiligen Geist ernannt und am 3. Juni 1724 aufgenommen. Am 19. Dezember 1726 wurde er als Nachfolger von Jean Boivin für die Académie française nominiert und am 16. Januar 1727 zugelassen; zudem gehörte er der Galilei-Akademie der Wissenschaften und Künste in Padua an.
Im Oktober 1730 wurde er zum Botschafter in Rom ernannt, nahm am 16. November 1731 seinen Abschied, reiste am 24. November von Marseille ab, wurde am 15. Februar 1732 in Livorno vom Infanten Don Carlos empfangen, kam am 13. März 1732 in Rom an und wurde am 18. September von Papst Clemens XII. empfangen.
In dieser Zeit wurde er am 23. Dezember 1732 als Nachfolger des am 28. November verstorbenen Henri-Charles du Cambout de Coislin, Bischof von Metz, zum Ehrenmitglied der Académie des Inscriptions et Belles-Lettres gewählt, am 20. Februar 1734 zum Maréchal de camp ernannt und am 1. März 1738 zum Lieutenant-général. Am 10. August 1738 wurde er Mitglied der römischen Accademia degli Infecondi.
Am 28. Januar 1740 wurde er zum Gouverneur und Lieutenant-général des Herzogtums Burgund und der Bresse bestimmt, um das Amt auszuüben, bis der eigentliche Gouverneur, der 1738 geborene Prince de Condé, 18 Jahre alt war (in der Zeit dieser Ernennung fällt auch das seiner diplomatischen Tätigkeit in Rom); am 19. Mai 1754 trat dann zugunsten Condés von beiden Ämtern zurück.
Paul Hippolyte de Beauvilliers, Duc de Saint-Aignan starb am 22. Januar 1776 in Paris im Alter von 87 Jahren.

## Ehe und Familie
Paul Hippolyte de Beauvilliers heiratete per Ehevertrag vom 20. Januar 1706 und persönlich am 22. Januar 1707 in erster Ehe Marie Geneviève de Montlezun de Besmaux († 15. Oktober 1734 in Rom), Dame de Pommeuse et de Lumigny, einzige Tochter von Jean-Baptiste-François de Montlezun, Marquis de Besmaux, und Marguerite-Geneviève Colbert de Villacerf. Ihre Kinder sind:
- Marie Geneviève (* 27. Januar 1709), Benediktinerin in Montargis
- Paul François (* 16. August 1710; † 7. Januar 1742), Duc de Saint-Aignan unter dem Namen Duc de Beauvilliers; ⚭ 30. Dezember 1738 Marie Susanne Françoise de Creil (* 28. August 1716; † nach November 1779), einzige Tochter von Jean François de Creil, Intendant de la Généralité de Metz, und Marie Claude Thérèse Turgot
- Paul Louis (* 8. November 1711; X 5. November 1757 in der Schlacht bei Roßbach), genannt Duc de Beauvilliers (1742); ⚭ (1) 8. April 1745 Auguste-Éléonore-Olympe-Nicole de Bullion de Fervaques, Tochter von Anne Jacques de Bullion, Marquis de Fervaques, Maréchal des camps et armées du Roi, Commandeur des Ordres du Roi (Haus Bullion), und Marie Madeleine Hortense Gigault-de-Bellefonfs; ⚭ (2) 22. November 1753 Charlotte Susanne de Nos, Tochter von Jean-Baptiste de Nos, Comte de La Feuillée, und Marie Marguerite de Cardouan
- Paul Hippolyte (* 26. Dezember 1712; † 5. Dezember 1788), genannt le Marquis de Saint-Aignan, 1781 Vizeadmiral von Frankreich
- Paul Louis Victor (* 24. Oktober 1714), Abt von Lagny-sur-Marne
- Marie Paule Françoise (* 5. Juli 1720), Benediktinerin in Montargis
- Marie Anne Paule Antoinette (* 26. Juli 1721; † 21. Januar 1743), genannt Mademoiselle de Chémery; ⚭ 28. August 1736 Louis de Seiglières-de-Soyecourt (* 29. Januar 1722), Sohn von Joachim Adolphe de Seigliéres, Marquis de Soyecourt, und Pauline Corisante de Pas-de-Feuquières
- Paul François Honorat (* 7. Januar 1724), genannt Comte de Saint-Aignan, 1762 Brigadier
- Marie Paule Thérèse (* 10. Dezember 1729; † 10. November 1758), genannt Mademoiselle de Montrésor; ⚭ 22. August 1753 Jean-François-Charles de Molette, Comte de Morangiès (* 22. Februar 1728; † 28. Juni 1801), Colonel du Régiment du Languedoc Infanterie

In zweiter Ehe heiratete er per Ehevertrag vom 9. November 1757 Françoise-Hélène-Etiennette Turgot (* 20. September 1729; † 1784), Tochter von Michel Étienne Turgot, Marquis de Sousmont, Conseiller d’État, und Madeleine Françoise Martineau, Schwester von Anne Robert Jacques Turgot. Diese Ehe blieb ohne Nachkommen.

## Werke
Außer seinen Reden in der Académie ist von ihm lediglich erschienen:
- Jean de Boislisle, Portraits et caractères de la Cour d'Espagne en 1718-1721, par le duc de Saint-Aignan... , 1925